# 芸文類聚
『芸文類聚』（げいもんるいじゅう）は、中国の唐代初期に成立した類書である。武徳7年（624年）、欧陽詢らが、高祖の勅を奉じて撰した。100巻。隋代の『北堂書鈔』、唐代の『初学記』、『白氏六帖』と共に「四大類書」と称せられる。

## 概要
現存する中国の類書としては、古いものの一つである。唐代以前の詩文や歌賦等の文学作品を大量に保存しており、すでに亡失して伝わらない典拠によるものも多い。
本書は46部に分類されており、部ごとにまた子目727を列ねている。分類の編次は、故事を先に置き、すべて出処を注している。また、引用の詩文は、すべて時代を注している。その他の類書と比較して、本書の文献の輯集方法上の最大の特色は、「事」（事実）と「文」（詩文）の両条を併記して一条とし、類書の通例の体制を変更している点である。

## 内容
| - 天 巻1-2 - 歳時 巻3-5 - 地 巻6 - 州 巻6 - 山 巻7-8 - 水 巻8-9 - 符命 巻10 - 帝王 巻11-14 - 后妃 巻15 - 儲宮 巻16 - 人 巻17-37 - 礼 巻38-40 - 楽 巻41-44 - 職官 巻45-50 - 封爵 巻51 | - 治政 巻52-53 - 刑法 巻54 - 雑文 巻55-58 - 武 巻59 - 軍器 巻60 - 居処 巻61-64 - 産業 巻65-66 - 衣冠 巻67 - 儀飾 巻68 - 服飾 巻69-70 - 舟車 巻71 - 食物 巻72 - 雑器物 巻73 - 巧芸 巻74 - 方術 巻75 | - 内典 巻76-77 - 霊異 巻78-79 - 火 巻80 - 薬香草 巻81-82 - 宝玉 巻83-84 - 百穀 巻85 - 布帛 巻85 - 果 巻86-87 - 木 巻88-89 - 鳥 巻90-92 - 獣 巻93-95 - 鱗介 巻96-97 - 虫豸 巻97 - 祥異 巻98-99 - 災異 巻100 |